# هنري إسكوبار
هنري إسكوبار (بالإسبانية: Henry Escobar)‏ (25 مايو 1990 في السلفادور - ) هو لاعب كرة قدم سلفادوري في مركز الهجوم. شارك مع منتخب السلفادور تحت 20 سنة لكرة القدم ومنتخب السلفادور تحت 21 سنة لكرة القدم ‏. أما مع النوادي، فقد لعب مع Santa Tecla F.C. ‏ ونادي لويس أنخيل فيربو.

## وصلات خارجية
- هنري إسكوبار على موقع قاعدة بيانات كرة القدم.إي يو (الإنجليزية)